# Парк Розенхёэ
Парк Розенхёэ (нем. Park Rosenhöhe — «розовый холм») — парк в английском стиле XIX века в Дармштадте в Гессене. Помимо розария, давшего имя парку, парк славится лугами, фруктовым садом и коллекцией редких деревьев, среди которых есть и секвойи. Парк Розенхёэ является популярным местом отдыха горожан и местом встреч любителей роз.

## Галерея

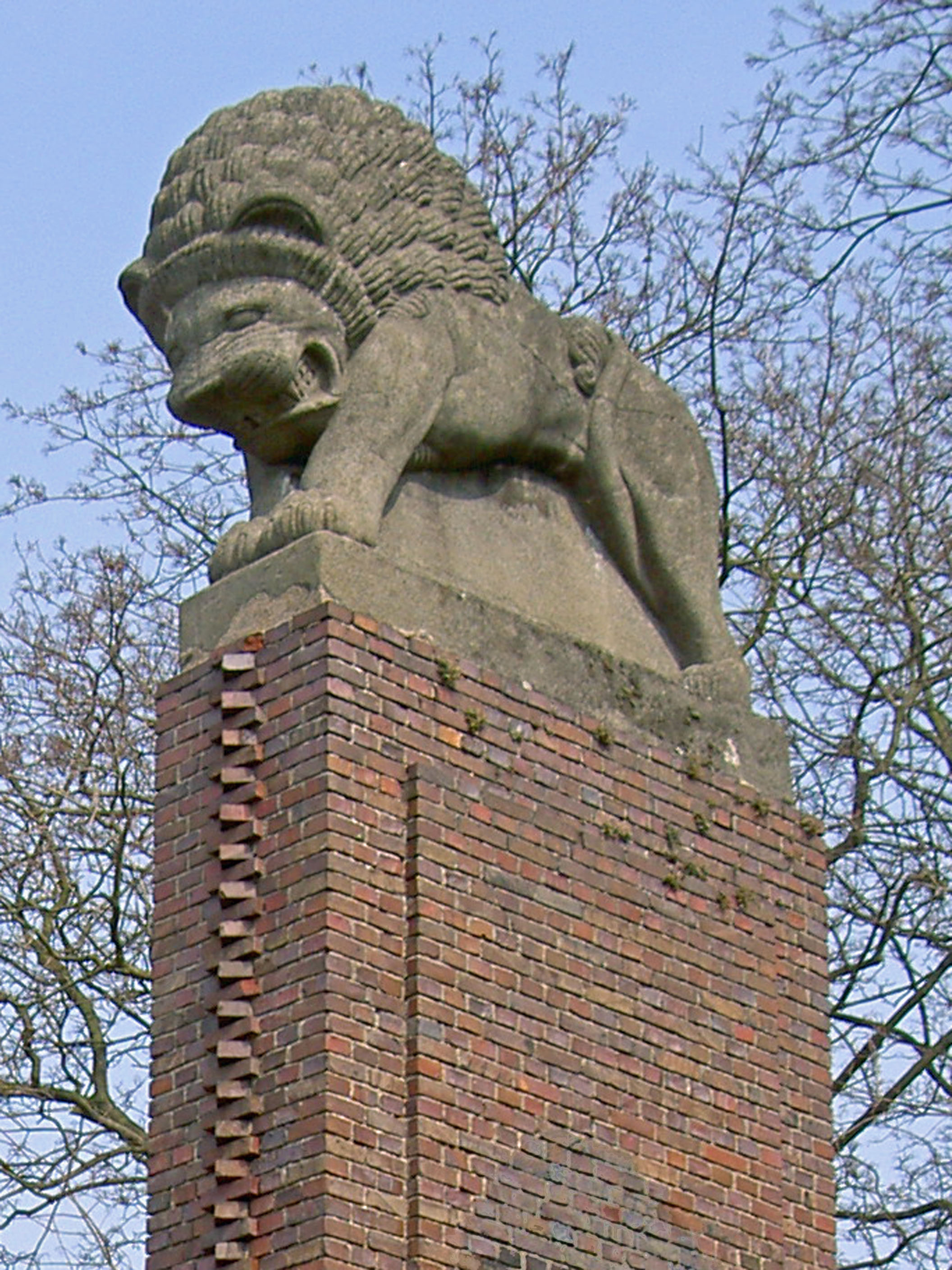
Львы на входе в парк
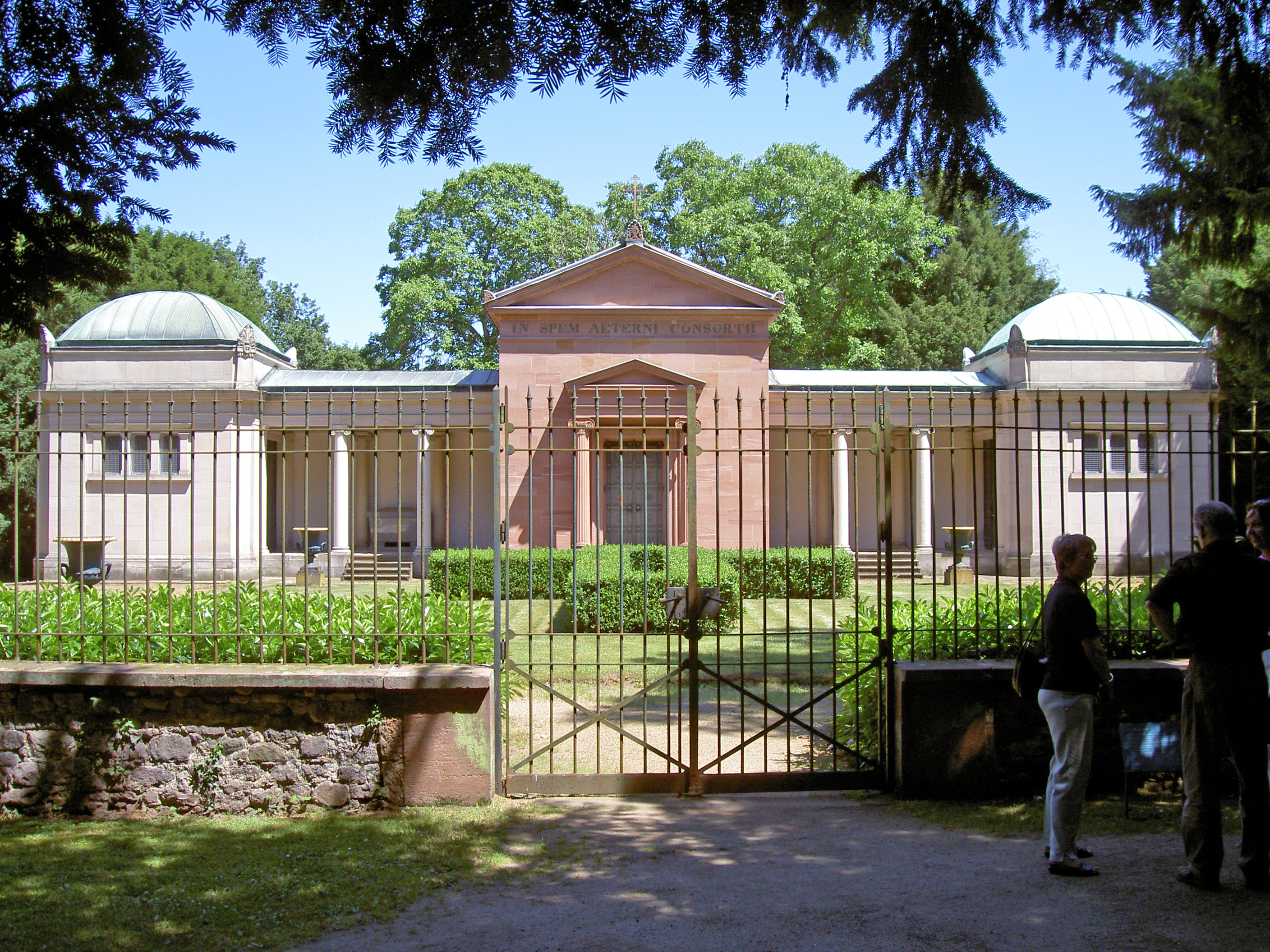
Старый мавзолей
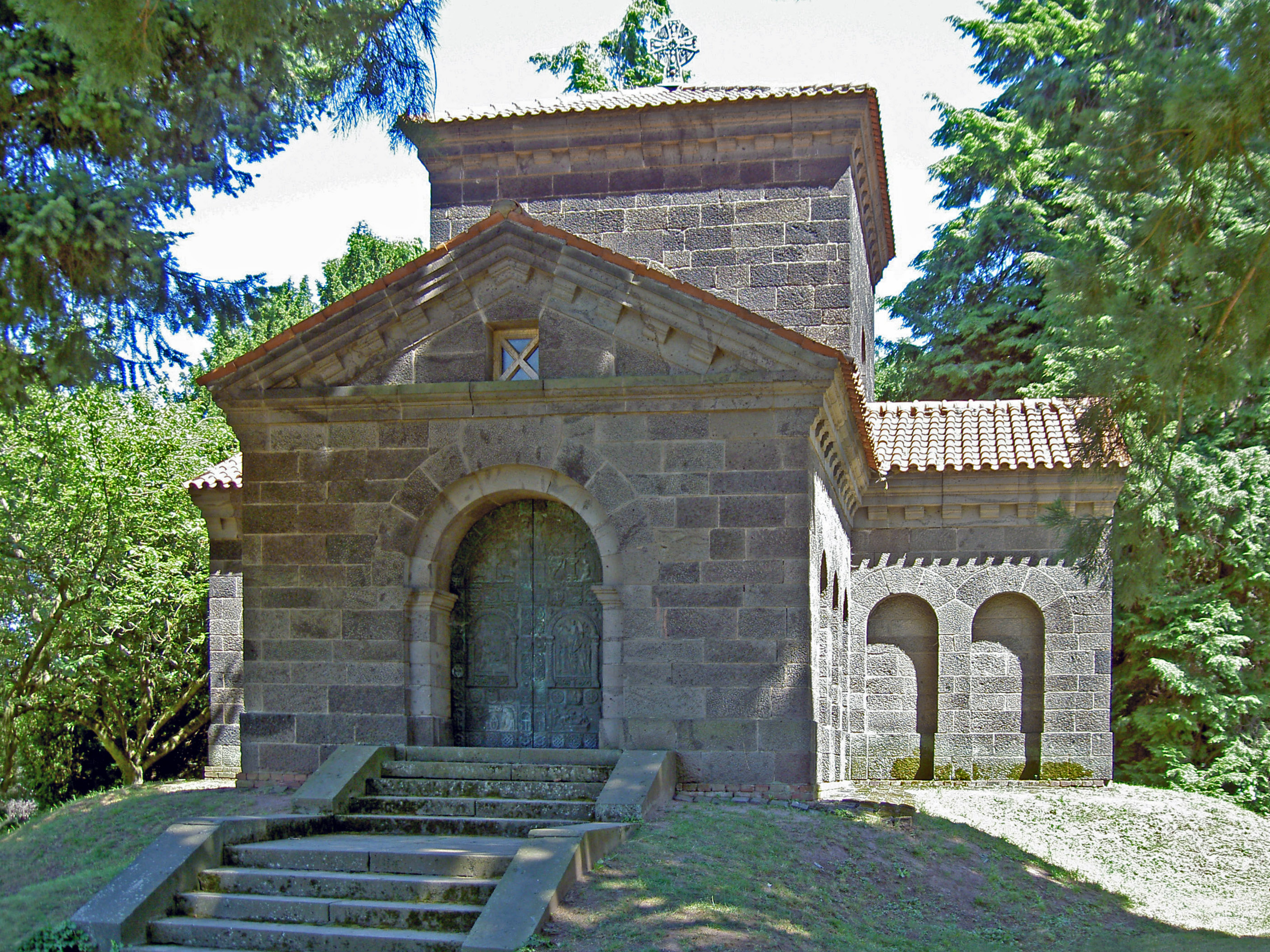
Новый мавзолей
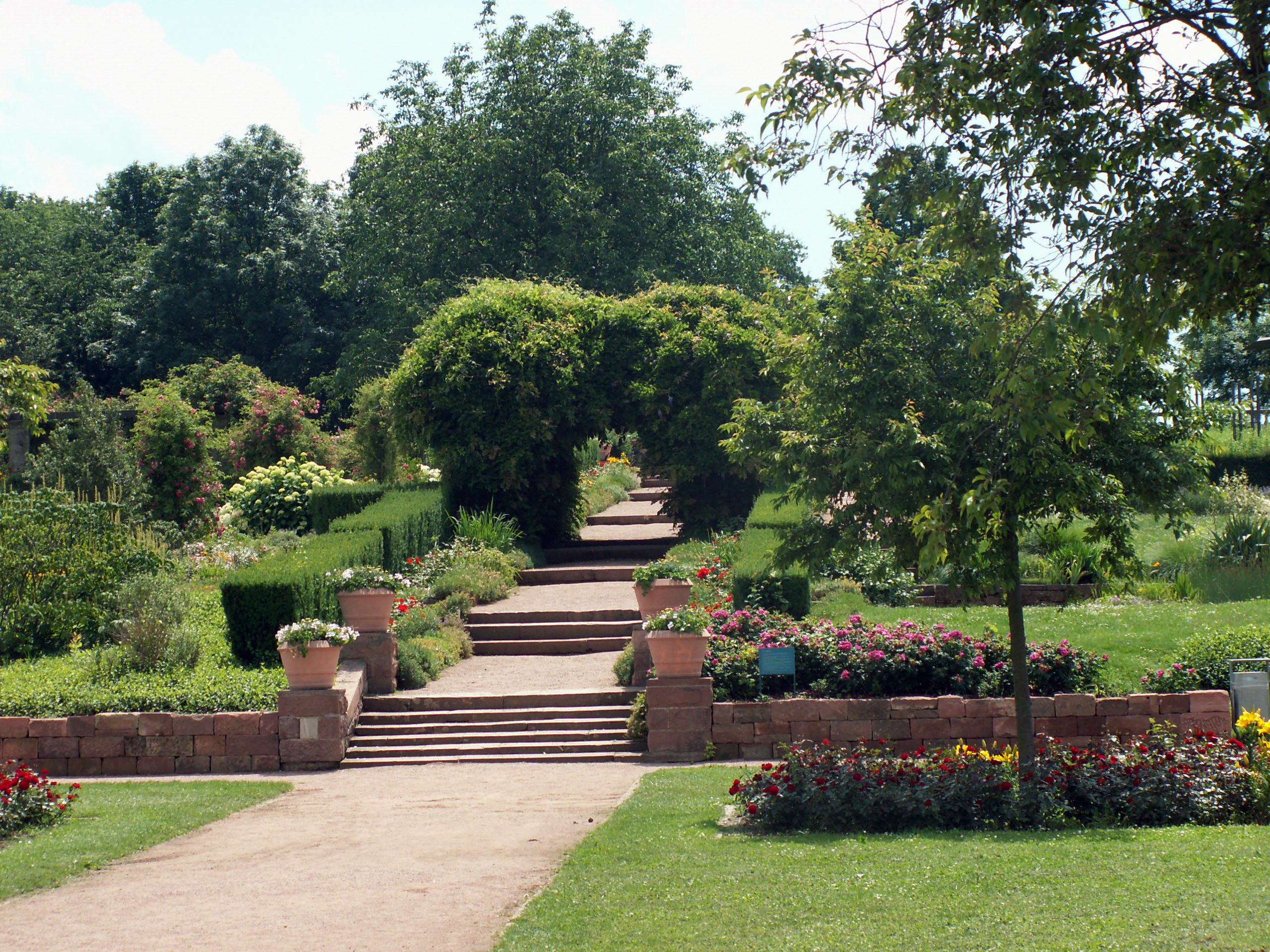
Парк Розенхёэ